# Улу-Теляк (село)
Улу́-Теля́к (баш. Оло Теләк) — село в Иглинском районе Башкортостана. Административный центр Улу-Телякского сельсовета. Бывший районный центр, возглавлял Улу-Телякский район.
С 2004 современный статус.

## География
Село расположено в восточной части района, в 17 км от границы с Челябинской областью.
Село разделено историческим ходом Транссиба на две части: на северо-западную, расположенную на холмистой местности и на юго-западную, которая является поймой реки Сим.
Географическое положение
Расстояние до:
- районного центра (Иглино): 70 км,
- ближайшей ж/д станции (Улу-Теляк): 0 км.

## История
В связи со строительством железной дороги в 1895 г. возникли посёлок и разъезд Улу-Теляк.
В 2002 году в состав населённого пункта включен посёлок Октябрьский
18.12.2004 г. поселок городского типа Улу-Теляк стал селом.

## Население
| 1979 | 1989  | 2002  | 2009  | 2010  | 2021  |
| ---- | ----- | ----- | ----- | ----- | ----- |
| 3020 | ↘2888 | ↗3281 | ↘3187 | ↗3408 | ↘3172 |

В селе Улу-Теляк проживают (2002): башкиры — 38,1%, русские — 35,0%, татары — 10,6%, чуваши — 4,2%, мордва — 3,5%, белорусы — 3,4%, марийцы — 3,1%.

## Известные уроженцы, жители
После второго ранения в феврале 1943 года Герой Советского Союза А. С. Головин был направлен на работу в райвоенкомат с. Улу-Теляк инструктором всеобуча. Затем работал до 1950‑х гг. завхозом в Улу-Телякской больнице.
В 1966 окончил Улу-Телякскую среднюю школу Валерий Павлович Лесунов,  советский и российский организатор авиационного моторостроительного производства, генеральный директор ОАО «УМПО» (1998—2004).

## Инфраструктура
Путевое хозяйство. Действует железнодорожная станция Улу-Теляк.
Сельская школа
В 1912 году в Улу-Теляке была построена земская начальная школа, в ней было две классных комнаты и обучалось от 50 до 60 детей.
В 1928 году её преобразовали в школу крестьянской молодежи, а в 1932 году она стала семилеткой. При ней было своё подсобное хозяйство, что было необходимо для школьной столовой.
В 1938 году открыли среднюю школу, которая сначала размещалась в шести зданиях.
Первый выпуск состоялся в июне 1941 года.

## Транспорт
Автомобильный и железнодорожный транспорт.

## Религия
В селе есть мечеть и православная Свято-Никольская церковь.